# اس‌ام یوسی-۱۵
اس‌ام یوسی-۱۵ (به انگلیسی: SM UC-15) یک زیردریایی بود که طول آن ۱۱۱ فوت ۶ اینچ (۳۳٫۹۹ متر) بود. این زیردریایی در سال ۱۹۱۵ ساخته شد.